# باروصور

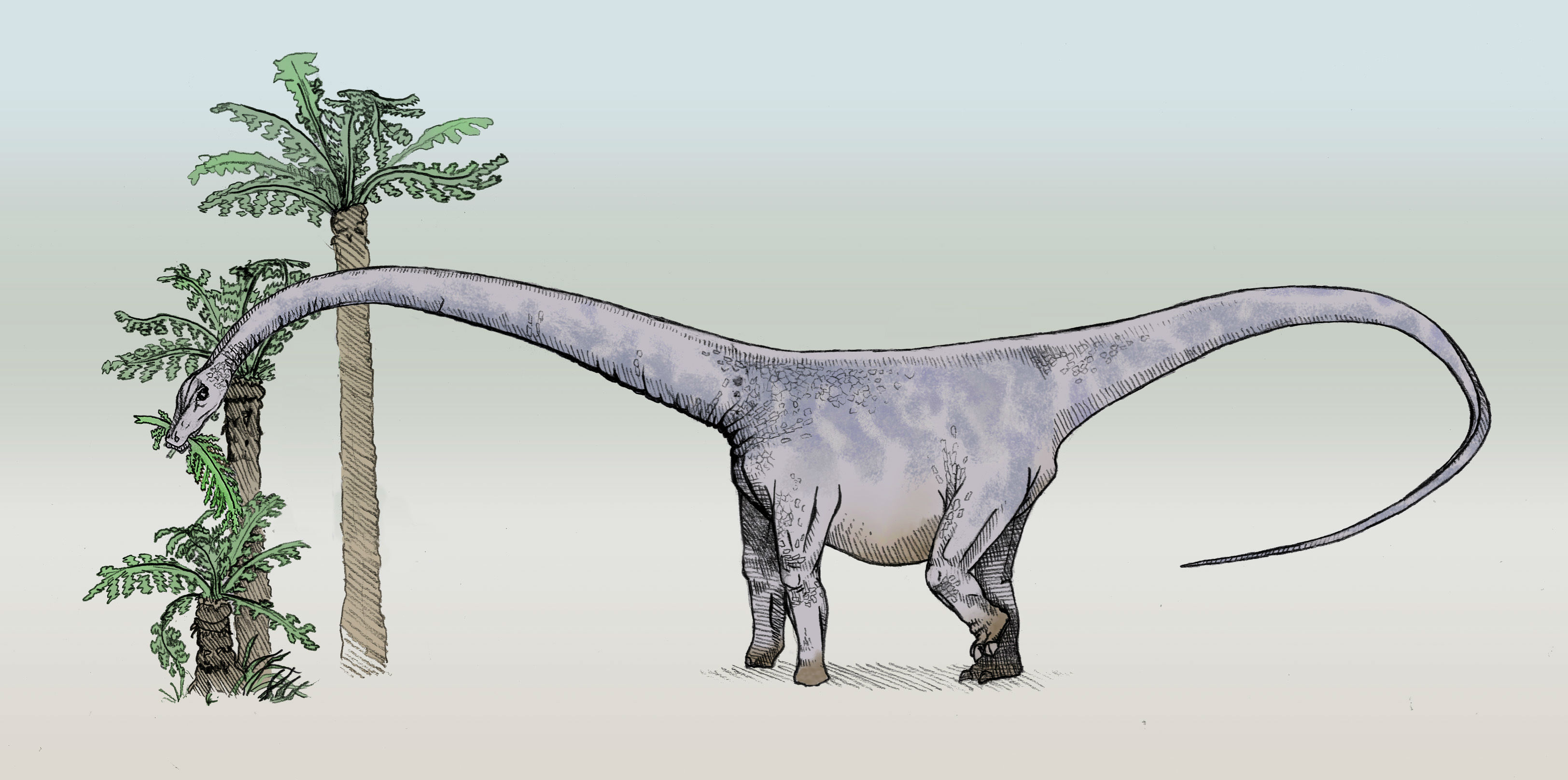
رسم توضيحي للباروصور

باروصور (بالإنجليزية: Barosaurus)‏ يعني اسمه “السحلية الضخمة”, هو ديناصور آكل النباتات عاش في أواخر العصر الجوراسي منذ حوالي 150 مليون سنة، يبلغ طول هذا الديناصور حوالي 20 متر، ويبلغ ارتفاعه 6 أمتار ويزن حوالي 10 أطنان. يتميز هذا الديناصور برقبة طويلة (8 أمتار تقريبا) كانت تحميه من أي هجوم يتعرض له، فلم يكن أحد الديناصورات المفترسة قادرا على إلحاق الأذى به بسبب رقبته الطويلة التي كان يستطيع تحريكها بحرية للدفاع عن نفسه. عاش هذا الديناصور في أفريقيا وغرب الولايات المتحدة الأمريكية.
عثر على أحفوراته في طبقات موريسون في أمريكا الشمالية وهي من المناطق الغنية بالأحفورات المتحجرة، كما عثر على أحفورات له في أفريقيا، وهي تصنف الآن على أنها «تورنيريا». وقد عاش الباروصور مع أجناس أخرى من الصوروبودا منها أباتوصور وديبلودوكس وكاماراصور وبراكيوصور.

## وصفه
يصل طول الأباروصور إلى نحو 26 متر ويصل وزنه إلى نحو 20 طن، بذلك يعادل طول ديناصور ديبلودوكس وهو أحد أقربائه.
وشكله يقترب من شكل فصيلة الدبلودوكس: وكان عدد فقرات العنق أزيد قليلا حيث تشكلت فقرات الظهر الأمامية لتأخذ شكل فقرات العنق، مما أعطاه رقبة طويلة. كذلك كان الذيل طويلا تصل إلى نحو 80 قفرة بينما استطالت فقرات وسط الذيل ومؤرته عن مثيلاتها في الديبلودوكسات المماثلة. وكانت رجلاه الأماميتان أقصر قليلا عنها في الديبلودوكسات الأخرى.
ولم تكتشف له جمجمة حتى الآن. وتبين أقربائه مثل الديبلودوكس والأباتوصور رأسا مسحوبا إلى الأمام، وجمجمة مبططة، وأسنان مدببة ينحصر وجودها في الجزء الأمامي من الفك. وربما تكون بعض رؤوس الدبلودوكس هي في الأصل رؤوس للباروصور.

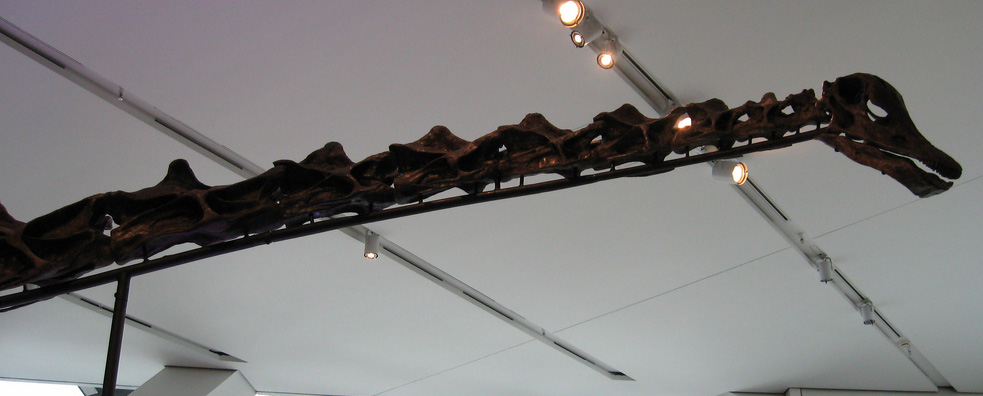
رأس وعنق الباراصور للهيكل المحفوظ في متحف أونتاريو الملكي.

يختلف الباروصور عن قريبه الديبلودوكس في أن رجليه الأماميتين أطول وكذلك كانت رقبته أطول وأما الذيل فيعتبر أقصر من نظيره في الديبلودوكس. وبينما كان للديبلودوكس والأباتوصور 15 فقرة للعنق و 10 فقرات للظهر تحولت واحدة على الأقل من فقرات الظهر عند الباراصور إلى فقرة عنق: لذلك نجد للباراصور 9 أو 8 فقرات في الظهر وأما العنق فله نحو 16 فقرة. وكانت فقرات العنق علاوة على ذلك كبيرة الأستطالة تبلغ نحو 50% أطول من تلك لذي الديبلودوكس. أما فقرات ضيله فكانت أقصر من فقرات ذيل الديبلودوكس. وتميزه عظمة الشفرون المكونة من فرعين في الجهة السفلة من الذيل فقد كانت في الباراصور أصغر عنها في الديبلودوكس.
وكان اختلاف الأباتوصور بالمقارنة إلى الباراصور والديبلودوكس أن هياكلهما كانت أخف بنية وعلى الأخص كانت عظام الرجلين الأماميتين للأباتوصور كانت أشد غلاظة. وكانت فقرات عنق الأباتوصور أقصر وأخف بنية. وكانت عظمة الشفرون عند الأباتوصور أصعف عن مثيلاتها في الديبلودوكس والباروصور. فيغلض طانت في أن كان 

## التسلسل العائلي
يعد الباروصور من عائلة الديبلودوكسيداي وهي إحدى العائلات المتحدرة من الديبلودوكويديا (عائلة كبيرة أو صف). وأحيان يعد الديبلودوكسيداي والديبلودوكس من نفس العائلة - «ديبلودوكسيناي». أما الأباتوصور فهو ينتمي إلى عائلة تحتية أخرى تسمى «أباتوصوريناي». التسلسل التالي يرجع إلى تصنيف الباحثين «هاريس» و«دوتسون» في عام 2004 :):
|            | أباتوصور                                                 |
|            |                                                          |
| دبلودوكوات | \| \| Barosaurus \| \| \| \| \| \| ديبلودوكس \| \| \| \| |
|            | \| \| Barosaurus \| \| \| \| \| \| ديبلودوكس \| \| \| \| |
|            | Barosaurus                                               |
|            |                                                          |
|            | ديبلودوكس                                                |
|            |                                                          |

|  | Barosaurus |
|  |            |
|  | ديبلودوكس  |
|  |            |

|            | أباتوصور                                                 |
|            |                                                          |
| دبلودوكوات | \| \| Barosaurus \| \| \| \| \| \| ديبلودوكس \| \| \| \| |
|            | \| \| Barosaurus \| \| \| \| \| \| ديبلودوكس \| \| \| \| |
|            | Barosaurus                                               |
|            |                                                          |
|            | ديبلودوكس                                                |
|            |                                                          |

|  | Barosaurus |
|  |            |
|  | ديبلودوكس  |
|  |            |

|            | أباتوصور                                                 |
|            |                                                          |
| دبلودوكوات | \| \| Barosaurus \| \| \| \| \| \| ديبلودوكس \| \| \| \| |
|            | \| \| Barosaurus \| \| \| \| \| \| ديبلودوكس \| \| \| \| |
|            | Barosaurus                                               |
|            |                                                          |
|            | ديبلودوكس                                                |
|            |                                                          |

|  | Barosaurus |
|  |            |
|  | ديبلودوكس  |
|  |            |

|            | أباتوصور                                                 |
|            |                                                          |
| دبلودوكوات | \| \| Barosaurus \| \| \| \| \| \| ديبلودوكس \| \| \| \| |
|            | \| \| Barosaurus \| \| \| \| \| \| ديبلودوكس \| \| \| \| |
|            | Barosaurus                                               |
|            |                                                          |
|            | ديبلودوكس                                                |
|            |                                                          |

|  | Barosaurus |
|  |            |
|  | ديبلودوكس  |
|  |            |

## باروصور أفريقي
نعرف حاليا نوع من الباراصور يسمى الباراصور الرفيع. وقد وصف الباحث فرنر يانينش عام 1922 ديناصور البارصور الأفريقي الذل وجده في منطقة تنداجورو في شرق أفريقيا. وقد وصف هذا النوع لأول مرة عام 1908 ووصفه الباحث «إبرهارد فراس» كواحد من نوعين لجنس جيجانتوصور. ونظرا لأن اسم جيجانتوصور كان قد أعطي تسمية لأحد الديناصورات التي عثر عليه في إنجلترا فقد سمي بعد ذلك «تورنيرا». ولا نستطيع أن نفصل حتى الآنة عما إذا كان الباروصور الأفريقي هو من نوع الباروصور حقيقة أم أنه نوع مستقل «تورنيرا أفريقانا».

## اكتشاف أحفوراته

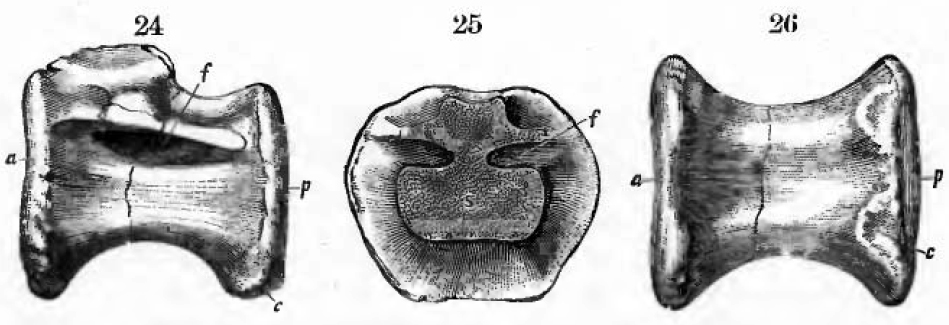
إحدى فقرات الذيل، في عدة صور.

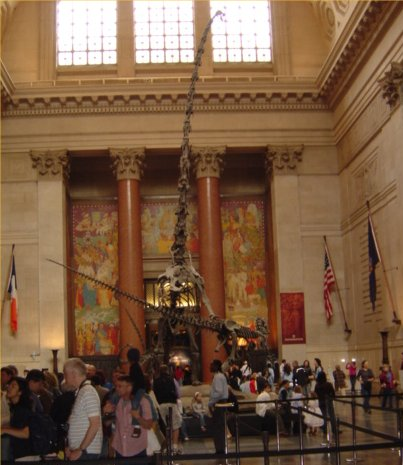
الباراصور هائج لحماية صغيره، هياكل معارة إلى النصب التذكاري لروزفلت نيويورك.

اكتشف «إيه آر إيلرمان» الهيكل الأول للباراصور في «بلاك هيل» في داكوتا الجنوبية وقام الباحثان في التاريخ الطبيعي «أوثنيل مارش» و«جون هاتشر» بالحفريات لإخراجه في عام 1889. واستطاعت «مارش» و«هاتشر» استخراج أجزاء الذيل مما دعي الباحثة «مارش» إلى طلب حماية الموقع من هواة تجميع الأحفورات للحفا- عليه ~لى حين استذمال استخراجه. وبعد مضي 9 سنوات في عام 1998 وكلت أوثيل مترش الباحث «جورج ويلاند» باستخراج بقية أحفورات الهيكل. واتضح لويلاند أن مكتشفة الهيكل «أوثيل مارش» قد توفاها الله منذ ثلاثة سنوات وأن بعض الأحفورات قد جمعها الهواة. ولكن ويلاند استطاع استخراج البعض الباقي من عظام الذيل ومن عظام الرجلين وفقرات الظهر وأربعة فقرات من الرقبة، وأضلاع وعظمة الصدر.
نشرت «مارش» رسالة علمية عام 1890 أي بعد عام من اكتشافها الهيكل، وقدمت فيه وصفا ملخصا على أساس ما وجدته مع «هاتشر» من فقرات للذيل (هذه العينة YPM 429 محفوطة في متحف بيابودي للتاريخ الطبيعي). وتصف في النشرة أن فقرات الذيل مشابهة لفقرات ذيل الديبلودوكس إلا أنها أقصر منها بعض الشيء وبها فجوات على الجانبين، كما أن «عظمة الشفرون» - وهي عظمة في شكل حرف Y عند بداية فقرات الذيل - بأنها أصغر من مثيلتها في الديبلودوكس. وقامت «مارش» آنذاك بتسمية هذا النوع «باروصور» أي «السحلية الثقيلة» مما يشير إلي حجم الديناصور الجديد الكبير.
وفي رسالة علمية نشرت عام 1896 وصف الباروصور عل أنه من فصيلة أتلانتوصوريات ولكن في عام 1898 أتضح لمارش أن ذلك الحيوان ينتمي إلى عائلة الديبلودوكس وصنفته على أنه من ضمن الديبلوسيداي. وقامت بنشر بحثا علميا أخرا قبل وفاتها عام 1899 وذكرت فيها نوع ثاني اسمه «باروصور أفينيس» على أساس عظمتين صغيرتين نسبيا لعظام اليد الوسطى لديناصور جديد. ونحن نعلم الآن أن الباروصور أفينيس إنما هو النوع «باروصور لينتوس». وقد وصف الهيكل الكامل للباروصور في عام 1919، وقام بوصفه الباحث «ر. س. لول» وصفا مفصلا.
Lull.
وقد عثر على باروصورات أخرى في منطقة «ديناصور ناشيونال مونومنت» وهي منطقة غنية بأحفورات الديناصورات بالقرب من «ينسن» أوتاه في الولايات المتحدة. واكتشف «إيرل دوجلاس» عدة فقرات للرقبة عام 1012 بالقرب من أحد هياكل ديبلودوكس التي عثر عليه كاملا. واعتبر في البدء أنها فقرات ديبلودوكس، ولكن بعد أن استخرج جميع الفقرات تبين له أنها أطول كثيرا عن فقرات الدبلزدوكس فبدأ يصنفها على أنها لبالروصور . ثم اكتشف دوجلاس الهيكل (CM 11984) في عام 1918. وكان دوجلاس ليس متأكدا عما إذا كان هذا الهيكل لباروصور أم لبراكيوصور. ولم يتضح الأمر إلا في الثمانينيات من القرن الماضي بعد تكملة تركيب الهيكل وهو معروض الآن في مكان العثور عليه في «ديناصور ناسيونال مونومنت».
أشهر هياكل الباروصور هو الهيكل رقم AMNH 6341 المعروض في المتحف الأمريكي للتاريخ الطبيعي في نيويورك. وقد عثر عليه دوجلاس أيضا واعتبره أولا ديبلودوكس. في نفس الوقت عثر «جيلمور» من المتحف الوطني للتاريخ الطبيعي في وشنطن في نفس منطقة «ديناصور ناسيونال مونومنت» على هيكل ديبلودوكس وكان يريد عرضه في متحف وشنطن. لم يكن هذا الهيكل للديبلودوكس (العينة رقم USNM 10845) كاملا لذلك أعطى لجيلمور الجزء الأكبر من فقرات الرقبة بغرض تكملة هيكيله ووصفه وعرضه . وأثناء تجهيز العينات في وشنطن لوحظ أن الفقرات تؤول إلى باروصور، وأنها لا تصلح لتكملة هيكل ديبلودوكس.
بذلك أصبح هيكل الباروصور موزعا على متحفين. وفي عام 1929 بدأ «بارنوم براون» من المتحف الأمريكي للتاريخ الطبيعي بنيويورك بالتفاوض مع المتحفين الآخرين واستطاع اقتناء أجزاء الهيكل الآخرى وهي الآن مكتملة ومعروضة في متحف نيويورك. هذا الهيكل الذي يقف على رجليه الخلفيتين هو أحد أهم المعروضات في المتحف الأمريكي للتاريخ الطبيعي.
كما توجد أجزاء لهيكل من منطقة «ديناصور ناسيونال مونومنت» (العينة رقم ROM 3670) معروضة في متحف أونتاريو الملكي في كندا منذ عام 2007. وقد عثر «إيرل دوجلاس» على هذا الهيكل في السنوات الأولى من القرن العشرين واقتناه متحف أونتاريو الملكي عام 1962. وهو يعتبر اليوم من أهم معروضات هذا المتحف الكندي.
كما عثر على أحفورات جديدة في داكوتا الجنوبية.

## البيئة في عصر الباروصور
يعثر على أحفورات الباراصور في طبقات موريسون الجيولوجية التي تمتد من غرب أمريكا الشمالية إلى الهضاب العظمى وجبال روكي. وقد اجريت قياسات بالأشعاع وقياسات أخرى مغناطيسية جيولوجية وهي تدل عل أن رسوبيات تلك المنطقة نشأت خلال العصر الجوراسي المتأخر.
أو بين 155 و148 مليون سنة سابقة. 
وقد وجدت احفورات الباراصور في الحقبة الأخيرة من هذا العصر أي قبل نحو 150 مليون سنة.
وقد ترسبت طبقات موريسون تحت فعل فيضانات في المناطق المنخفضة على حافة بحر قديم يسمى «بحر سوندانس» وهو أخد فروع من المحيط المتجمد الشمالي الذي كان يمتد جنوبا مغطيا أواسط قارة أمريكا الشمالية وممتدا جنوبا حتى ولاية كولورادو الحالية. ونظرا لارتفاع الهضبة التكتونية نحو الغرب فكان البحر محصورا في الشمال في منطقة كندا الحالية. في ذلك الوقت نشأ الباراصور وعاش. ثم جاء وقت انزاحت فيه ترسبات موريسون بسبب كثرة المياه وهبطت من الاعالي الغربية التي ارتفعت خلال حقبة النيفادان وهي الآن في حالة تآكل.
تدل الدراسات الجيولوجية عل أن نسبة ثاني اكسيد الكربون كانت ملاتفعة خلال العصر الجوراسي التأخر ما تسبب في انحباس حراري آنذاك. وتستنتج إحدى الدراسات أن ثاني أكسيد الكربون وصل إلى تركيز 1120 جزء في المليون ، مما أدى إلى درجات حرارة في الشتاء نحو 20 درجة مئوية في أمريكا الشمالية ودرجة حرارة في الصيق بين 40 - 45 درجة مئوية.
و تشير دراسة حديثة إلى أن تركيز ثاني أكسيد الكربون في الجو آنذاك وصلت إلى 3180 جزء في المليون. وقد عمل ارتفاع درجة الحرارة على تبخر المياه طول العام وربما هبط بعض الأمطار عند الجبال في الغرب. وأن ذلك قد أدى إلى طقس شبه جاف تنزل فيه أحيانا أمطار.

## اقرأ أيضًا
- ديناصور
- صوروبودا
- تيرانوصور
- تربوصور
- تريسراتبس
- كيراتوبسيا